# دریاچه واگولا
دریاچه واگولا (به استونیایی: Vagula järv) دریاچه‌ای در شهرستان وورو در کشور استونی است.
مساحت این دریاچه ۵٫۱۸ کیلومتر مربع است و عمق آن از ۵٫۳ تا ۱۱٫۵ متر متغیر است.